# تشي كيمورا
تشي كيمورا (باليابانية: 木村千恵؛ بالكانا: きむら ちえ) هي لاعب هوكي الحقل يابانية، ولدت في 8 أبريل 1980.

## وصلات خارجية
- تشي كيمورا على موقع أوليمبيديا (الإنجليزية)